# John Franklin Alexander Strong
Pour les articles homonymes, voir Strong.
John Franklin Alexander Strong, né le 15 octobre 1856 et mort le 27 juillet 1929, est un homme politique démocrate américain, Canadien de naissance. Il est gouverneur du territoire de l'Alaska entre 1913 et 1918.

## Sources
- (en) Cet article est partiellement ou en totalité issu de l’article de Wikipédia en anglais intitulé « John Franklin Alexander Strong » (voir la liste des auteurs).